# 한동훈 (프로게이머)
한동훈(1987년 1월 14일~)은 대한민국의 전직 스타크래프트 프로게이머, 전직 프로게임단 코치이다. HerO_V_라는 아이디를 사용하며, 종족은 프로토스이다.
2006년 상반기 드래프트에서 팬택앤큐리텔 큐리어스(현 위메이드 폭스)의 3차 지명으로 입단하였다.
2009년 3월 12일 은퇴가 공식적으로 발표되었다.
전투경찰순경으로 군복무를 마치고, 2011년 3월 14일, 위메이드 폭스의 코치로 선임되었다.
그러나 2011년 6월, 개인적인 사정으로 코치를 그만둔 것으로 알려졌다.

## 수상 경력
- 2005년 8월 화천군 화천쪽배 축제 4위
- 2005년 11월 스타 VOD 온라인 대회 준우승
- 2006년 2월 제18회 커리지 매치 입상
- 2008년 5월 아레나 MSL 2008 32강
- 2008년 8월 인크루트 스타리그 2008 36강
- 2008년 10월 클럽데이 온라인 MSL 32강